# Melanaema
Melanaema é um gênero de traça pertencente à família Arctiidae.